# Coca-Cola
A Coca-Cola a The Coca-Cola Company bejegyzett védjegye, egy népszerű szénsavas üdítőital, mely a világ szinte összes országában kapható. A Coca-Cola a világ egyik legismertebb márkaneve. Legnagyobb riválisa a Pepsi, a PepsiCo globális vállalat bejegyzett védjegye.
A 19. század végén az eredetileg gyógyszernek szánt ital gyártási jogait a kiváló üzleti érzékkel rendelkező Asa Griggs Candler vásárolta meg. Offenzív és vevőorientált marketingtaktikájának köszönhetően a 20. század során a Coca-Cola uralta az üdítőitalok piacát.
Bár számos kritika érte egészségügyi hatásai, illetve a cég üzleti módszerei miatt, a márka napjainkig népszerű maradt.
A The Coca-Cola Company csak az üdítő alapjául szolgáló kólasűrítményt gyártja, amelyet a világ minden táján található helyi palackozó cégek vásárolnak meg. Ezek a palackozó cégek a számukra kijelölt területre kizárólagos jogokkal rendelkeznek. A koncentrátumból ivóvíz és édesítőszerek hozzáadásával készül a palackokba és alumíniumdobozokba töltött kóla. A koncentrátumot emellett éttermek számára is értékesítik, ahol a szódavizes hígítást az italautomaták végzik el.
Többféle ízű Coca-Cola kapható. A leggyakoribb ízvariáns a csökkentett energiatartalmú Coca-Cola Light (Diet Coke), de létezik cukor- és koffeinmentes változat (Diet Coke Caffeine-Free), cseresznyés ízesítésű (Cherry Coke), vaníliás ízesítésű (Vanilla Coke) valamint citrom-, lime-,  kávé- és fahéjízű változat is.

## Története

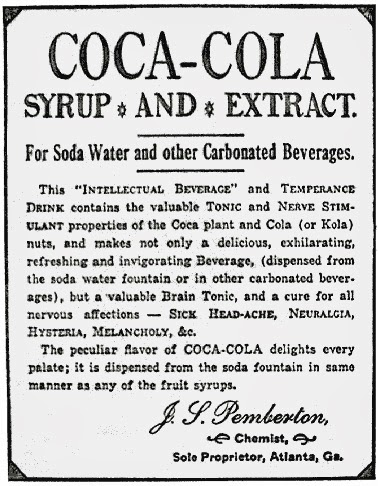
Coca-Cola reklám 1886-ból

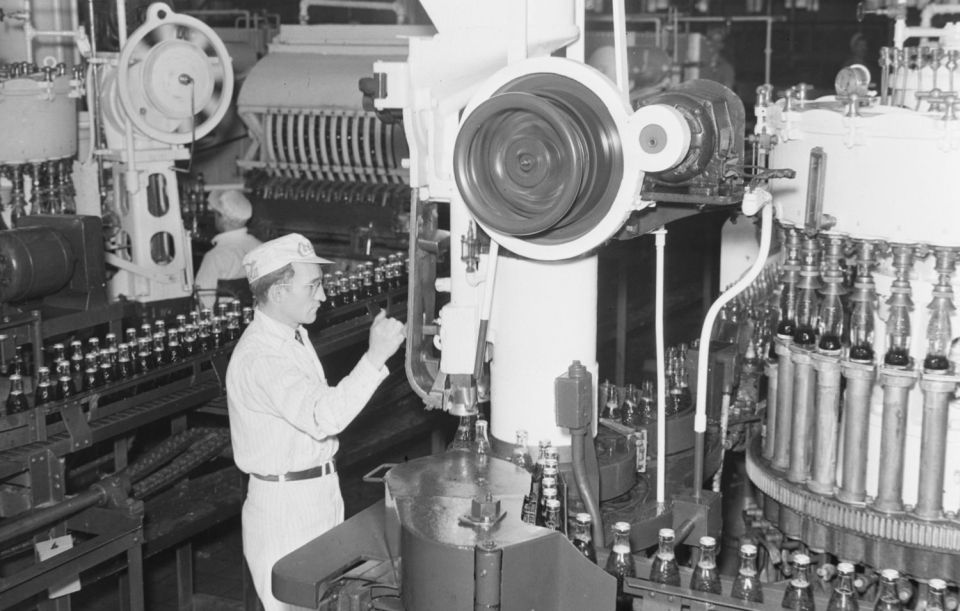
A Coca-Cola Canada Ltd. montréali palackozó üzeme 1941. január 8-án

John Stith Pemberton gyógyszerész 1884-ben készített egy Pemberton's French Wine Coca névre hallgató, borból és kokainból álló italt, egy úgynevezett cocawine-t. Italát valószínűleg egy Angelo Mariani nevű korzikai vállalkozó hasonló összetételű és nagy népszerűségnek örvendő Vin Mariani-ja alapján keverte ki. 1885-ben Atlanta városa és a környező Fulton megye alkoholtilalmat vezetett be, így hát Pemberton nekiállt egy alkoholmentes, szénsavas változat kidolgozásának.
Az új italt először 1886. május 8-án adták el az atlantai Jacob's Pharmacy gyógyszertárban. Az eredetileg gyógyhatású készítményként árult italt poharankénti öt centes áron árulták, mivel abban az időben Amerikában úgy vélték, hogy a szénsavas italok használnak az egészségnek. Pemberton azt állította, hogy a Coca-Cola egy sor betegségre jelent gyógyírt, többek között a morfinizmusra, az emésztési zavarokra, a neuraszténiára, a migrénekre és az impotenciára. Az új ital első reklámja 1885. május 29-én jelent meg az Atlanta Journal-ben. Az első nyolc hónap alatt napi átlagban kilenc adag Coca-Colát adtak el.
1888-ra már három különböző cég gyártott Coca-Colát. 1887-ben a morfiumfüggő Pemberton cégének egy részét eladta Asa Griggs Candlernek, aki 1888-ban megalapította a Coca Cola Corporation-t. Ebben az évben Pemberton az ital értékesítési jogait másodszor is eladta, ezúttal J. C. Mafield, A. O. Murphey és E. H. Bloodworth üzletembernek. Mindezzel egy időben Pemberton alkoholista fia, Charley Pemberton is elkezdte a termék saját változatát árulni.
A helyzet tisztázása érdekében John Pemberton kijelentette, hogy a Coca-Cola név tulajdonosa a fia, Charley, ám a másik két gyártó továbbra is használhatja a Coca-Cola receptjét. A Coca-Cola logója és az üdítőital korai hirdetései a Pemberton Chemical Company titkárának és könyvelőjének nevéhez Frank Mason Robinsonhoz fűződnek, az első hirdetés és a Coca-Cola logó 1887-ben jelent meg az újságokban.  1888 nyarától kezdve tehát Candler a saját kóláját Yum Yum és Koke néven árulta. Miután az egyik márkanév sem vált be, Candler nekikezdett a Coca-Cola márkanév peres megszerzésének, hogy így lehetetlenítse el két konkurensét. A recept kizárólagos jogát megvásárolta John Pembertontól, Margaret Doziertől és Woolfolk Walkertől. 1914-ben azonban Dozier azt állította, hogy az adásvételi szerződésen szereplő aláírását meghamisították, és a későbbi elemzések szerint valószínűleg John Pemberton aláírása is hamis.
A Coca-Colát először 1894. március 12-én árulták üvegben. Az első dobozos Coca-Cola 1955-ben jelent meg.

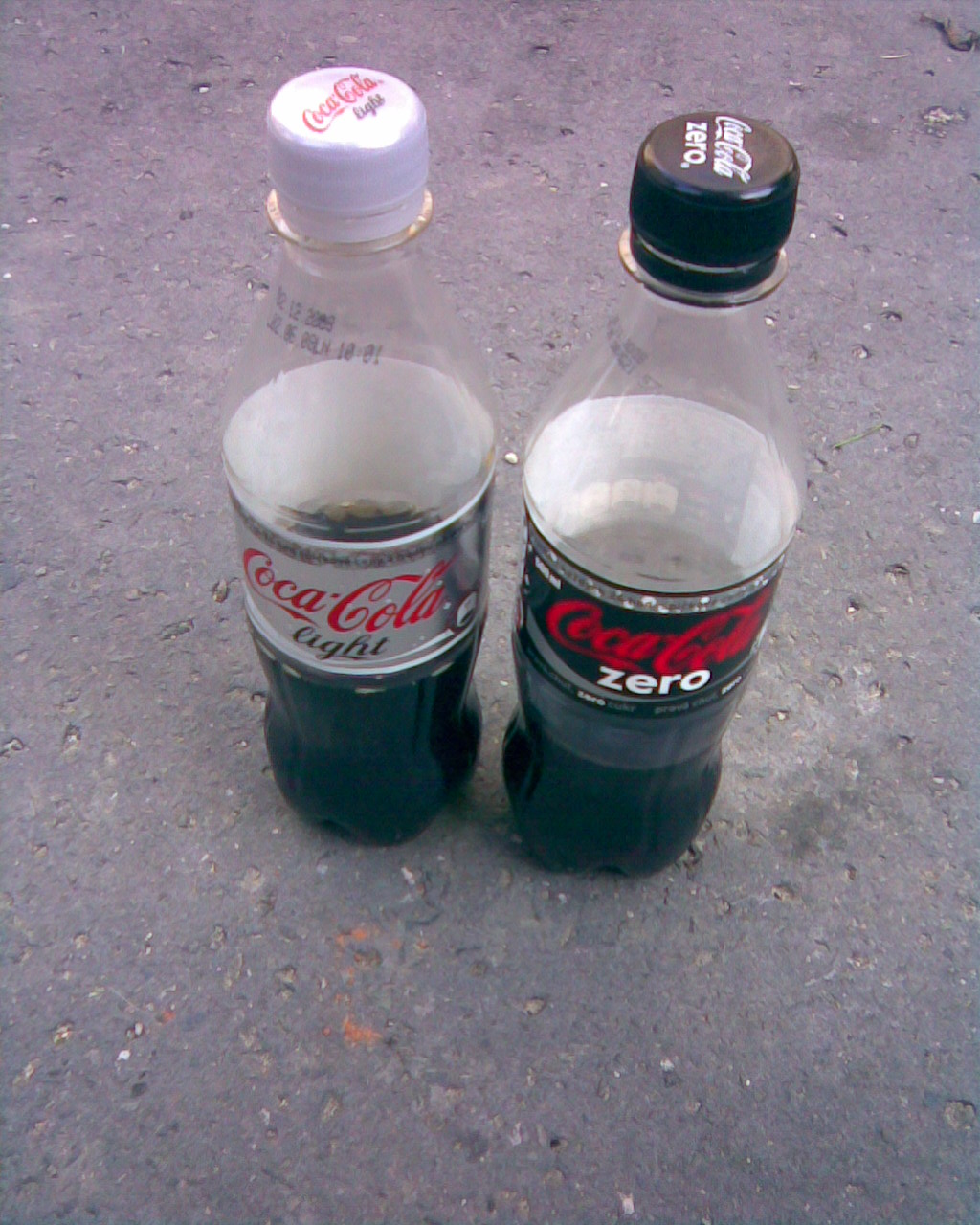
Kalóriamentes termékek

### Élénkítőszerek a receptben
Az italnak azért adták a Coca-Cola nevet, mert az eredeti recept élénkítőszerként tartalmazott dél-amerikai kokalevél-kivonatot, amelyből a kokain is származik. Ízesítőnek a recept kóladiót használt, amelyből az ital koffeintartalma is származott. Pemberton receptje szerint egy gallon (3,8 liter) kólasziruphoz öt uncia (140 gramm) kokalevelet kellett keverni. Candler 1891-es receptje ezen lényegesen változtatott, és csak tizedannyi kokalevelet írt elő. Az 1903-as receptváltásig egy pohár Coca-Colában nagyjából kilenc milligramm kokain volt. 1904 után friss kokalevelek helyett a Coca-Cola már kokainkivonás utáni leveleket használt, és a kokainszint elhanyagolhatóvá vált. A Coca-Cola a mai napig is ilyen narkotikummentes kokaleveleket használ a kólaszirup gyártásához. A kokalevél-kivonatot a Stepan Company gyártja, az USA New Jersey államában található maywoodi gyárában. Ez a gyár az egyetlen az országban, amelynek engedélye van a kormánytól a kokalevelek importálására és feldolgozására. A Stepan Company a drogot eltávolítja a levelekből és eladja a kokaint egy gyógyszeripari társaságnak, gyógyászat célú felhasználásra.

### New Coke
1985. április 23-án a Coca-Cola egy nagyméretű reklámkampányt követően bejelentette, hogy megváltoztatta a kóla ízét. A Coca-Cola receptváltásának eredménye lett a New Coke. Az új termék bevezetése hatalmas kudarccal járt a cég számára. Hamarosan visszatértek az eredeti recepthez, és a terméket a továbbiakban "Classic Coke" néven forgalmazták.

## Gyártása

### Receptje

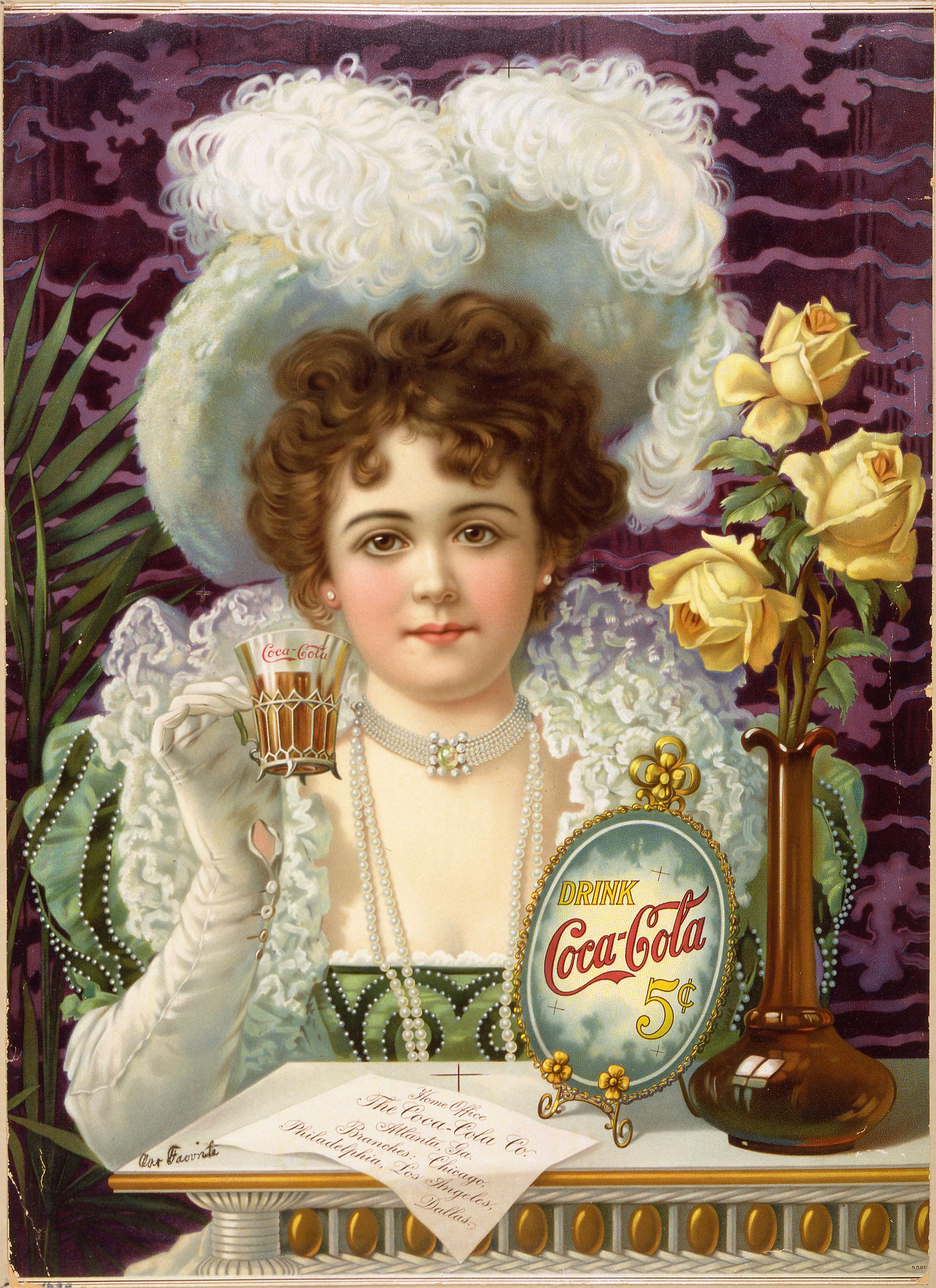
Coca-Cola reklám 1900-ból

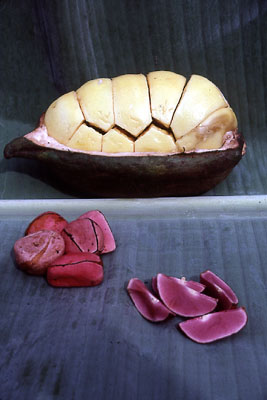
Kóladió

A Coca-Cola pontos összetétele a híres titkok egyike. Az eredeti receptet az atlantai SunTrust Bank páncéltermében őrzik. A bank elődje, a Trust Company vitte tőzsdére a Coca-Cola Companyt 1919-ben. Azóta áthelyezték a Coca-Cola gyártási helyére az egyetlen leírt receptet. Egy népszerű mítosz szerint csak két igazgató ismeri a receptet, ám mindketten csak a recept felét ismerik. A valóság ennél prózaibb: bár csakugyan két igazgató ismerheti a teljes receptet, mindketten az egészet ismerik, és még többen ismerik a recept alapján működő gyártási eljárást.

### Franchise alapú gyártása
A Coca-Cola gyártása és disztribúciója egy franchise rendszeren alapul. A Coca-Cola Company csak a kólasürítményt, a szirupot gyártja. Ezt a szirupot ezután egy vagy két földrajzi területet lefedő franchise-tulajdonosok vásárolják meg. A palackozóüzemekben az üdítőt ivóvízzel és cukorral, illetve mesterséges édesítőkkel keverik, majd palackozás előtt szénsavval dúsítják. A palackozók ezután kis- és nagykereskedelmi csatornákon át értékesítik az italt.
A Coca-Cola Company kisebbségi tulajdonnal rendelkezik egy pár nagyobb franchise-tulajdonos palackozócégben, de a világszerte eladott összes kóla felét független palackozók készítik. Mivel az édesítést a helyi palackozók végzik, az ital édessége a helyi ízléseknek megfelelően más és más a világ különböző tájain.

### Üvege és logója
A híres Coca-Cola logót John Pemberton könyvelője, Frank Mason Robinson tervezte 1885-ben. A nevet is Robinson találta ki, mint ahogy a logó jellegzetes, írott betűs formáját is. A spenceriánus kézírásként is ismert írásmódot a 19. század közepén fejlesztették ki az Egyesült Államokban, és az akkori kor hivatalos folyóírásaként tartották számon. A vállalat logója, annak születésétől fogva összesen tíz jelentősebb módosításon esett keresztül, míg elérte a napjainkban használatos letisztult formáját.
A kólásüveg egyedi formáját Earl R. Dean üvegtervező dolgozta ki 1915-ben, miután a Coca-Cola Company versenyt írt ki a palackozóüzemek között egy olyan üvegre, amelynek segítségével a Coca-Cola ránézésre is más lesz, mint a többi ital. A kiírás egy olyan üvegtervet keresett, „amelyről egy ember még a teljes sötétben, tapintás alapján is meg tudja mondani, miféle, és amiről, ha eltörik, egy pillantás alatt meg lehet mondani, milyen üvegpalack volt.”
Az üveg formáját az ital két összetevőjéből, a kokalevélből és a kóladióból szerették volna kialakítani, de nem tudták, hogy ezek hogyan is néznek ki. Dean és a cég belső revizora, T. Clyde Edwards a közeli könyvtárba sietett, de ott sem tudott meg semmit. Az Encyclopædia Britannica egyik kötetében azonban találtak egy képet a kakaóbabról, és ennek alapján készültek el az üveg első tervei.
1915-ben szabadalmaztatták az üveg formáját. 1916-tól már ebben az üvegben is árultak Coca-Colát, 1920-ra pedig már csak ilyenben. Napjainkban a Coca-Cola üveg formája a világ egyik legismertebb körvonala.
Jutalmazásul Dean választhatott egy 500 dolláros jutalom és a teljes életen át tartó foglalkoztatás között. Dean az utóbbi mellett döntött, és egészen az 1930-as évek közepéig a Root Glass Companynél dolgozott, amikor is a céget felvásárolta egy másik üveggyár, az Owens-Illinois Glass Company.

## Magyarország

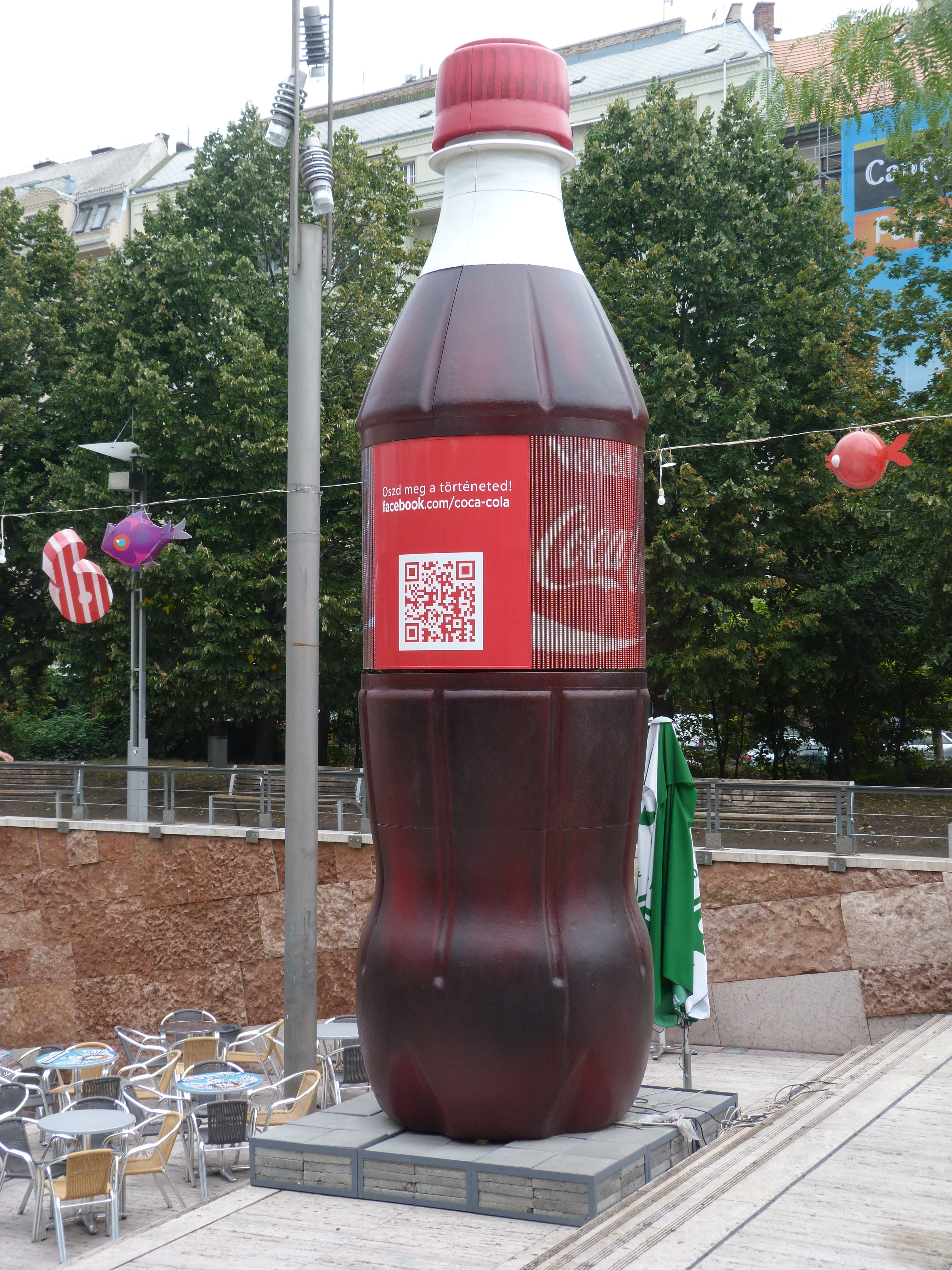
A Coca-Cola 2013 nyári Neked is egy Coca-Cola neves címkés kampányát hirdető installáció Budapesten

Magyarországon az 1968-as Budapesti Nemzetközi Vásáron (BNV) mutatták be. Az 1968-as Új gazdasági mechanizmus révén 1968. június 17-én kezdték meg a magyarországi gyártását/palackozását a Magyar Likőripari Vállalat kőbányai üzemében, majd az első hazai Coca-Cola vegyes vállalat társtulajdonosaként állította elő a népszerű üdítőitalt. Az 1970-es évek elején, a Szeszipari Vállalatok Trösztjének megalakulása után valamennyi hazai szeszipari vállalat megkapta a Coca-Cola palackozásának jogát (Szabadegyháza, Győr, Kisvárda, Tiszakécske és Miskolc).
A hazai üdítőital-piac liberalizálásakor, 1991-ben a Coca-Cola Amatil saját magyarországi vállalatot hozott létre. A Dunaharaszti határában 1996-ra felépült gyárban folyik azóta a termelés, ahonnan a cég a hazai kereskedelem mellett külföldre is exportál különböző márkájú üdítőitalokat.
A kelet-európai piacokra szánt változatban eltér a különböző cukrok aránya.
2014-ben a Coca-Cola HBC Magyarország több, mint 439 millió liter terméket értékesített. A vállalat 2012-ben 87,5 milliárd, 2013-ban 92 milliárd forint árbevételt ért el.
2008-ban vezették be a cukormentes Coca-Cola Zero terméket.
2017 januárjától Magyarországon is megjelenik csomagolásában az Egy Márka Stratégia. Az elsőként 2016-ban Mexikóban bevezetett új csomagolás lényege, hogy a klasszikus termék, és annak cukormentes, illetve csökkentett cukortartalmú változatai jobban hasonlítsanak a klasszikus termékekre. Ennek érdekében a fekete-, ezüstszürke-, és zöld színek mellett a címke méretarányaitól függő levágásban az új logóhasználatból is ismert piros lemez (a többféle megjelenésben már az 1930-as években is használt Red Disc) jelenik meg a klasszikussal azonos piros színben a fehér színű logó mögött, míg a név rövid kiegészítéssel (a Zero esetében "zéró cukor, zéró kalória", a light esetében pedig a light - "cukormentes, kalóriamentes") az embléma fölött olvasható. Érdekesség, hogy ezzel a csomagolásról eltűnt az 1969 óta használt dinamikus szalag, mely a logó alatt helyezkedett el, és egyébként önállóan is védjegy.

## Képgaléria

Coca-Cola logo az 1800-as évek végén az Egyesült Államokban használt hivatalos kézírással (Spencerian script)
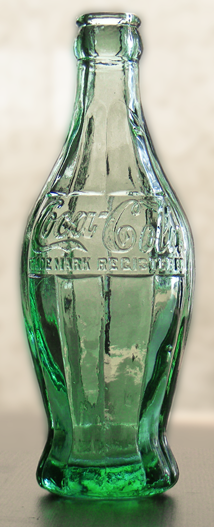
1915-ös Coca-Cola palack prototípusa
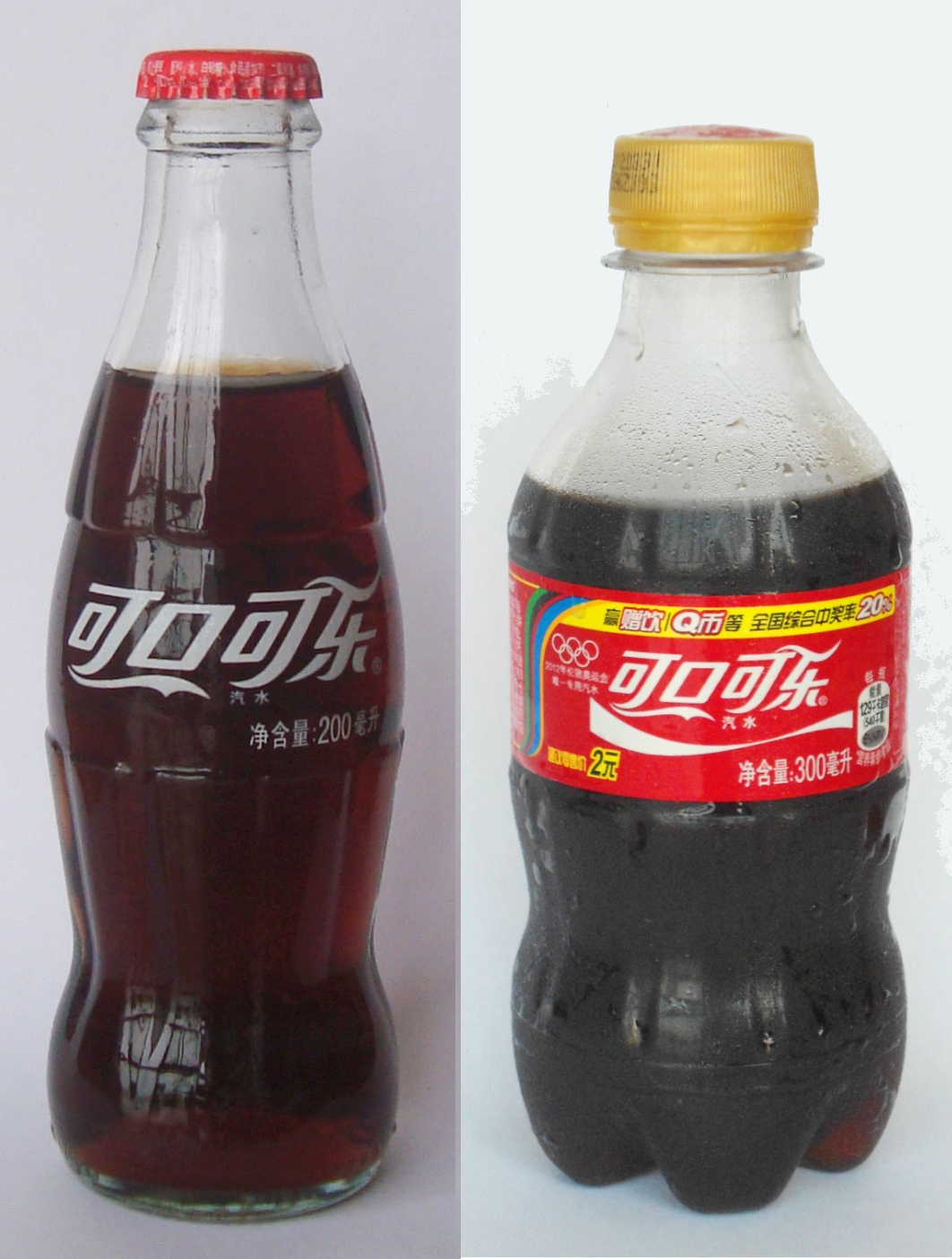
Két kínai Coke-palack, egy 200 ml-es üveg és egy 300 ml-es műanyag palack
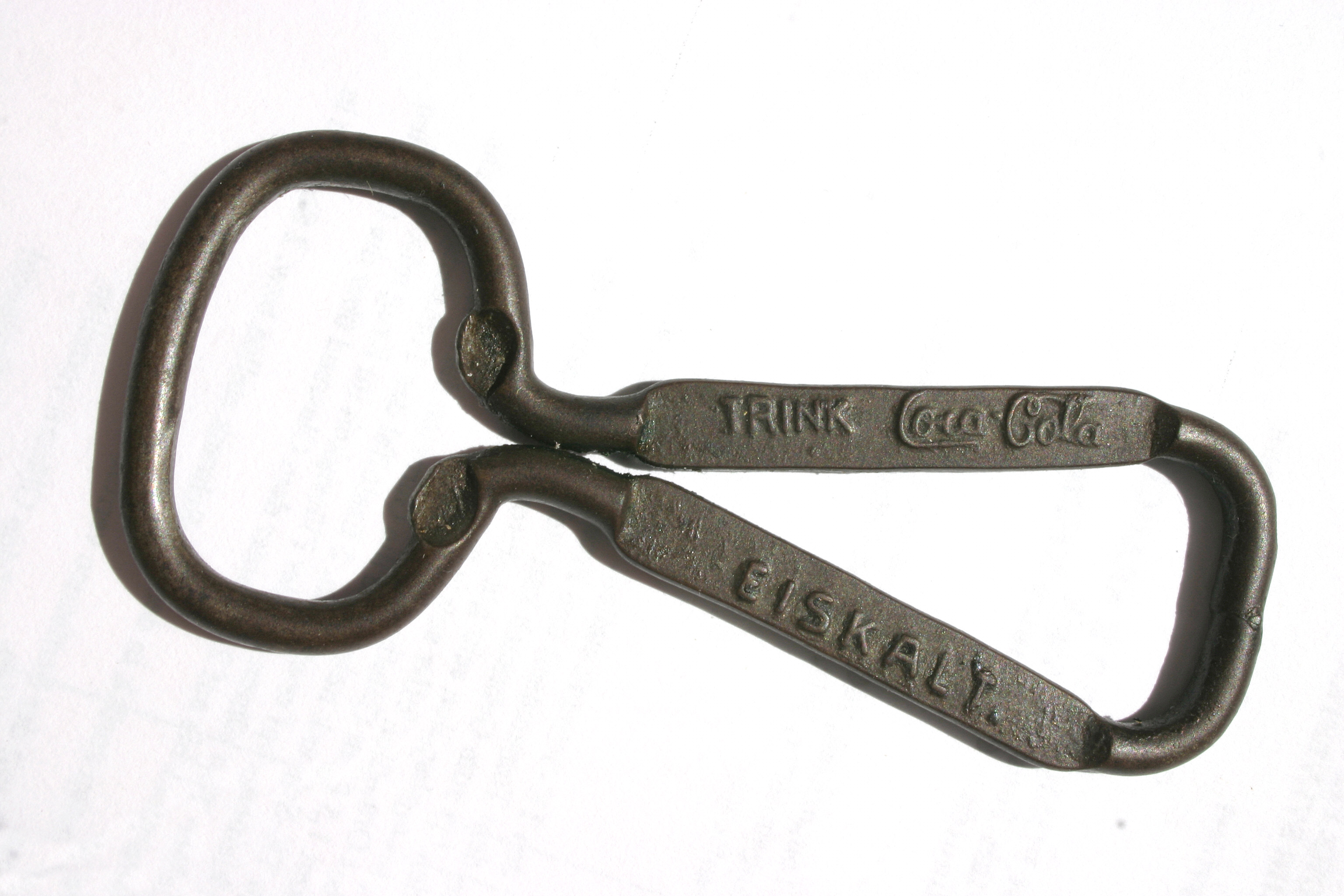
Régi német Coca-Cola sörnyitó
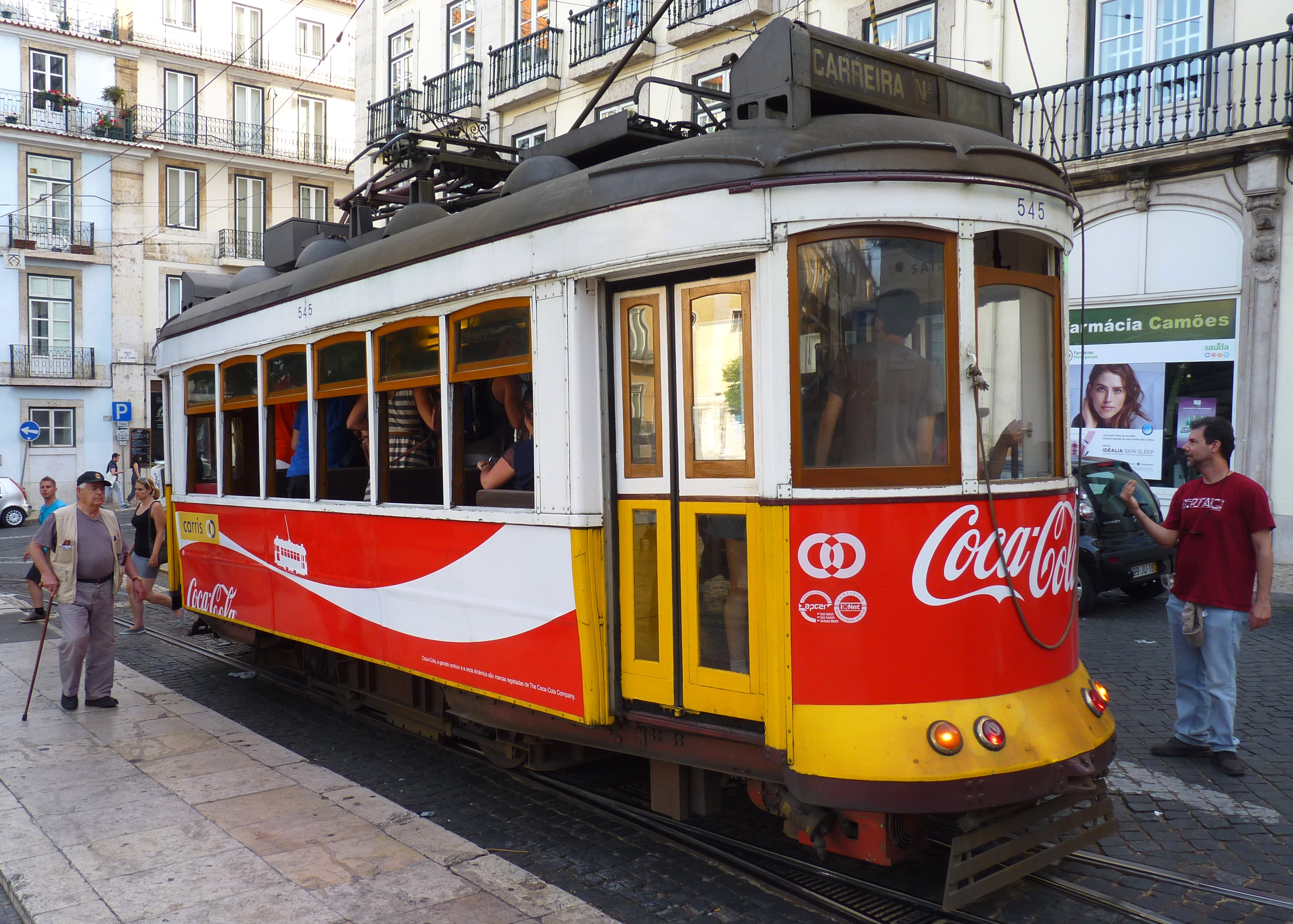
Az üdítőital reklámja egy lisszaboni villamoson
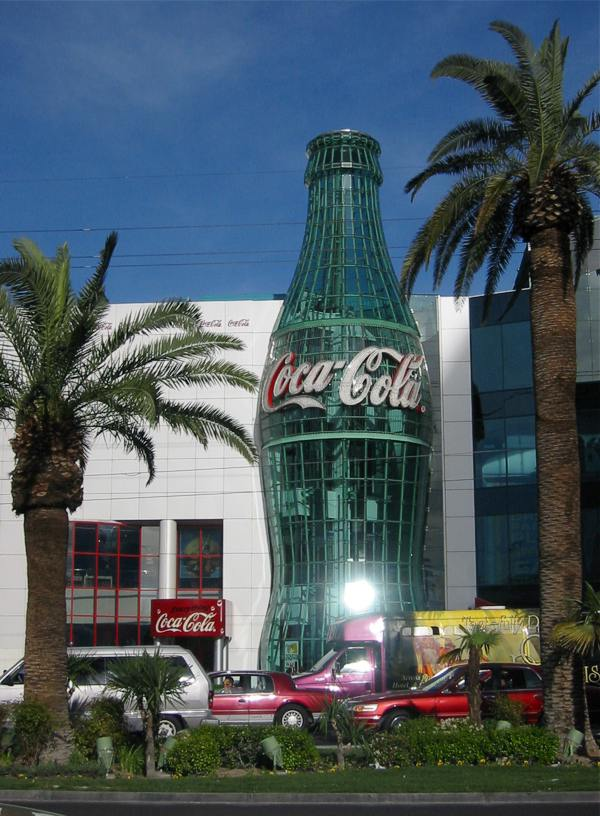
A Coca-Cola Múzeum Las Vegasban (2003)